# Ibn al-Qutiyya
Abu-Bakr ibn Úmar ibn Abd-al-Aziz ibn Ibrahim ibn Issa ibn Muzàhim (en àrab Abū Bakr b. ʿUmar b. ʿAbd al-ʿAzīz b. Ibrāhīm b. ʿĪsà b. Muzāḥim), més conegut com a Ibn al-Qutiyya (en àrab Ibn al-Qūṭiyya, literalment "el Fill de la Goda", perquè un seu avantpassat, Issa ibn Muzàhim, es va casar amb Sara, neta de Vítiza) (?-Qúrtuba, 977), fou un filòleg i historiador andalusí. Va viure a Ixbíliya i va morir, ja vell, a Qúrtuba el 6 de novembre de 977.
De les seves diverses obres només se'n conserven dues, entre les quals una història de la conquesta de l'Àndalus i els primers temps de l'emirat.